# Mohammed Nadir Shah
Mohammed Nadir Shah, född 9 april 1883 i Dehradun, död 8 november 1933, var en afghansk kung.
Mohammed Nadir Shah blev under sin kusin Amanullah Khans trontillträde 1919 överbefälhavare över armén och ledde som sådan operationerna under kriget mot Storbritannien samma år. 1924-27 var han ambassadör i Paris, och drog sig 1927 tillbaka till privatlivet och bosatte sig vid Rivieran. Sedan upproret i Afghanistan under ledning av Habibullah Kalakâni januari 1929 lett till Amanullahs störtande begav sig Nadir till Afghanistan, anknöt till den av hans far, Mohammad Yusuf Khan, uppväckta motrevolutionära rörelsen i provinserna Kandahar och Herat och blev snart dess ledare och tronpretendent. Sedan Habibullah störtats, utropades Nadir till shah av Afghanistan. Han mördades i sitt palats i november 1933 och efterträddes av sonen Zahir Shah.